# Parkwa jezik
Parkwa jezik (gwadi parekwa, kudala, padogo, padokwa, paduko, parekwa, pawdawkwa, podogo, podoko, podokwo; ISO 639-3: pbi), čadski jezik iz Kameruna kojim govori 30 000 ljudi (1993 SIL) u provinciji Far North.
Jedini je predstavnik podskupine Podoko koja je dio šire skupine mandara. Piše se latinicom

## Vanjske poveznice
- Ethnologue (14th)
- Ethnologue (15th)